# Rhyncomya stannocuprea
Rhyncomya stannocuprea är en tvåvingeart som beskrevs av Speiser 1910. Rhyncomya stannocuprea ingår i släktet Rhyncomya och familjen Rhiniidae. Inga underarter finns listade i Catalogue of Life.